# Dolní Studénky
Dolní Studénky (in tedesco Schönbrunn) è un comune della Repubblica Ceca facente parte del distretto di Šumperk, nella regione di Olomouc.

## Monumenti e luoghi d'interresse
- Castello di Třemešek